# Communauté de communes des Coteaux de Cadours
La communauté de communes des Coteaux de Cadours est une ancienne communauté de communes de la Haute-Garonne en pays Tolosan.

## Historique
Le 1er janvier 2017, elle fusionne avec la communauté de communes de Save et Garonne pour former la communauté de communes Save Garonne et Coteaux de Cadours.

## Communes adhérentes
| Nom                     | Code Insee | Gentilé       | Superficie (km2) | Population (dernière pop. légale) | Densité (hab./km2) |
| ----------------------- | ---------- | ------------- | ---------------- | --------------------------------- | ------------------ |
| Cadours (siège)         | 31098      | Cadourseins   | 10,58            | 1 088 (2014)                      | 103                |
| Bellegarde-Sainte-Marie | 31061      | Bellegardiens | 11,66            | 204 (2014)                        | 17                 |
| Bellesserre             | 31062      | Bellesserrois | 3,39             | 108 (2014)                        | 32                 |
| Brignemont              | 31090      | Brignemontois | 21,96            | 392 (2014)                        | 18                 |
| Cabanac-Séguenville     | 31096      | Cabavillois   | 10,18            | 162 (2014)                        | 16                 |
| Le Castéra              | 31120      | Castérois     | 16,71            | 806 (2014)                        | 48                 |
| Caubiac                 | 31126      | Caubiacais    | 7,99             | 362 (2014)                        | 45                 |
| Cox                     | 31156      | Coxéens       | 4,07             | 342 (2014)                        | 84                 |
| Drudas                  | 31164      | Drudassien    | 11,17            | 208 (2014)                        | 19                 |
| Garac                   | 31209      | Garacois      | 6,05             | 166 (2014)                        | 27                 |
| Le Grès                 | 31234      | Grésains      | 8,13             | 418 (2014)                        | 51                 |
| Lagraulet-Saint-Nicolas | 31265      | Agrauletais   | 16,11            | 260 (2014)                        | 16                 |
| Laréole                 | 31275      | Réolains      | 8,88             | 168 (2014)                        | 19                 |
| Pelleport               | 31413      | Pelleportiens | 10,38            | 535 (2014)                        | 52                 |
| Puysségur               | 31444      | Puysségurains | 5,44             | 140 (2014)                        | 26                 |
| Vignaux                 | 31577      | Vignaulais    | 4,04             | 123 (2014)                        | 30                 |

## Démographie
| 2003 | 2006 | 2010  | 2013  |
| ---- | ---- | ----- | ----- |
| -    | -    | 5 186 | 5 488 |

## Administration
| Période | Période          | Identité         | Étiquette | Qualité                              |
| ------- | ---------------- | ---------------- | --------- | ------------------------------------ |
| 2003    | 2014             | Alain Julian     | PS        | maire de Cadours, conseiller général |
| 2014    | 31 décembre 2016 | Roland Clémencon |           | maire de Cox                         |